# Geoizmus

Geoista kampánykitűző az 1890-es évekből, amelyben a macska a jelvényen a "Látod a macskát?" szlogenre utal.

A georgizmus – amelyet alternatívan geoizmusnak, illetve François Quesnay felvilágosodás kori közgazdász munkássága nyomán új fiziokrata mozgalomnak is neveznek – olyan harmadikutas gazdasági ideológia, amely szerint bár az embereket a maguk által megtermelt érték teljes egészében megilleti, a természetből, kiemelten a telekből (mint helyszínből) származó gazdasági járadékokat a társadalomnak kell birtokolnia. A Henry George amerikai közgazdász, publicista és politikus írásaiból kidolgozott geoista paradigma társadalmi és ökológiai problémákra keres megoldást a telekbirtoklási elvek és államháztartási eszközök révén, amelyekkel a gazdasági hatékonyságot és a társadalmi igazságosságot igyekeznek egyesíteni.
A geoizmus korlátozott kínálatú javakkal, kiemelten a telekbirtoklással, természetes monopóliumokkal, szennyezési jogokkal, természeti erőforrások tulajdonjogaival és egyéb kiváltságokkal (pl. szellemi tulajdon), illetve az előbb felsoroltak által okozott gazdasági járadékok elosztásával, illetve az externáliák felszámolásával foglalkozik. A geoisták érvelése szerint a gazdasági járadékok megadóztatása hatékony, igazságos és méltányos. A fő geoista szakpolitikai ajánlás a megmunkálatlan telek értékére (elsősorban elhelyezkedésből adódó bérleti érték, másodsorban és közvetve adásvételi érték) kivetett rendszeres adó. A geoisták szerint a telekértékadóból (TÉA) származó bevételek felhasználhatóak a kevésbé hatékony adók (például SZJA és az ÁFA) csökkentésére vagy megszüntetésére. Egyes geoisták azt is támogatják, hogy a többlet állami bevételt alapjövedelem vagy nemzeti osztalék formájában térítsék vissza az embereknek.
Henry George Haladás és szegénység c. könyve révén széles körben népszerűsítette a gazdasági elképzeléseit. A geoizmus filozófiai alapja olyan korábbi gondolkodókra támaszkodik, mint John Locke, Baruch Spinoza és Thomas Paine.

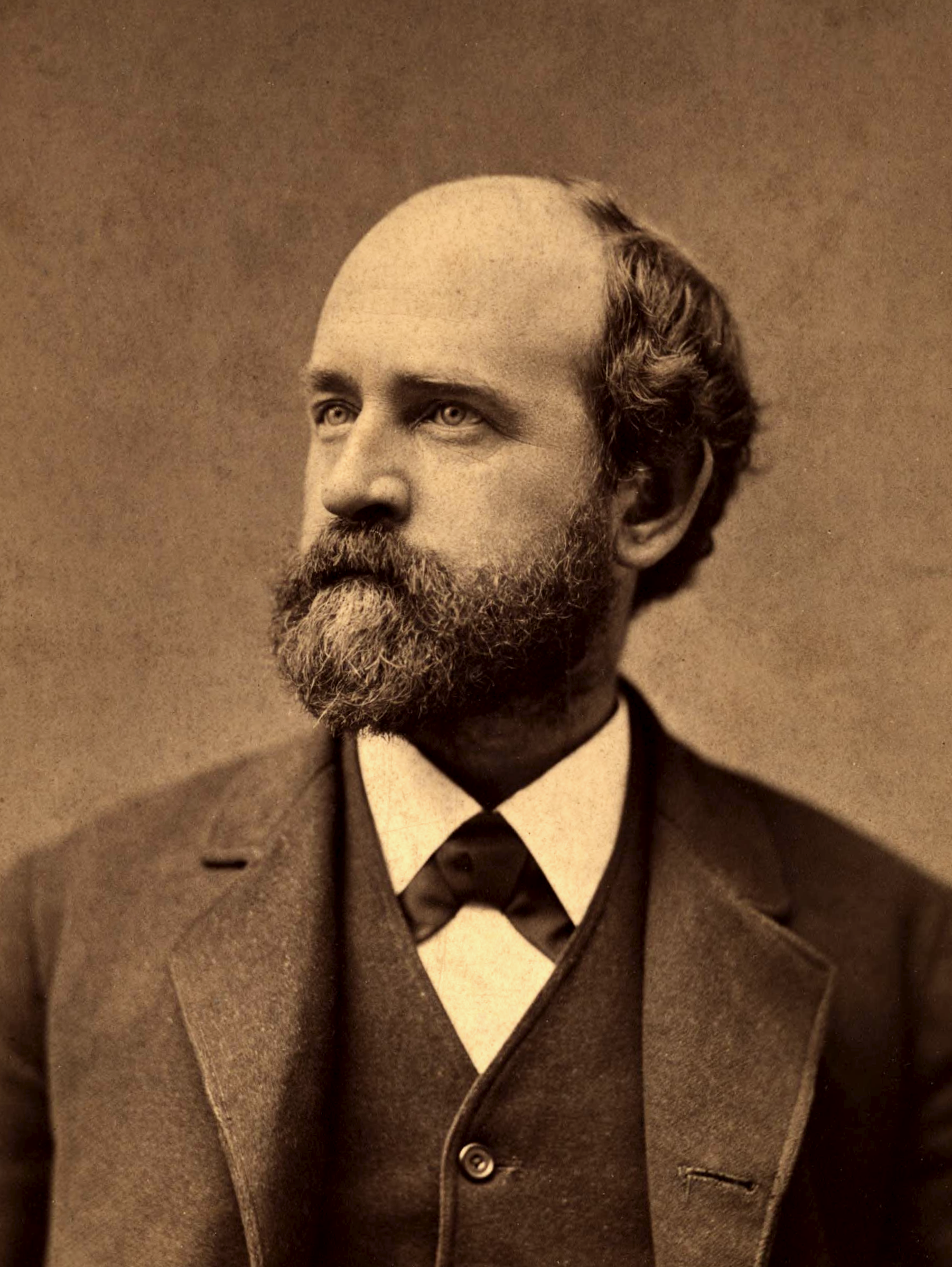
Henry George

A geoista mozgalom hívei kezdetben "single taxer" néven váltak ismertté, mivel a progresszív korszakban a telekértékadót, mint egyetlen és kizárólagos adónemet kívánták bevezetni. A geoista ideológia jelenkori követői a telek fogalmát tágabban értelmezik, illetve általában nem kizárólag a TÉA-ra támaszkodnának az állam finanszírozásában, hanem Pigou-adókat is bevezetnének.

## Geoista alapelvek
A geoista közgazdaságtani iskola három termelési tényezőt azonosít, amiket a következőképpen definiál:
- Munka – bármilyen testi vagy szellemi erőfeszítés, amit emberek végeznek. A munka utáni bevételt bérnek nevezik.
- Tőke – a geoista értelemben vett tőke olyan emberek által létrehozott jószág, amit a termelés segítésére hoztak létre. A tőke használata utáni bevételt kamatnak nevezték el. Fontos kiemelni, hogy a geoista nomenklatúrában ez nem kizárólag hitel ára.[12]
- Természeti erőforrások – minden, amit nem ember hozott közvetlenül létre, beleértve ismeretek is, amiket csak felfedeztek emberek. Az ilyen javak utáni bevételeket járadéknak nevezik.

George szerint az emberek méltán birtokolják, amit alkotnak, de a természeti lehetőségek (kiemelten a helyszínekből származó járadékok) egyformán megilletnek mindenkit. Tehát geoista gazdaságokban a munka és a tőke privát, míg a harmadik tényező, a természet a társadalomé, azzal vagy az állam gazdálkodik, vagy a természeti erőforrások felhasználásának kizárólagos adóztatásával a járadékokat relokalizálja a köz javára.

## Gazdasági tulajdonságok
Geoista írók számos alkalommal megfigyelték, hogy míg a magánkézben létrehozott vagyont a hagyományos adórendszerek államosítják, addig a társadalom és az állam által teremtett értékeket telkek utáni járadékok formájában ingatlanok tulajdonosai, és az őket hitelező bankok visszaprivatizálják. Ennek az ellenkezője lenne a telkek értékét megfogó adórezsim, amiben az állami bevételek fő forrása nem a munkabérekből és a tőke használatának az adóztatásából származik, hanem a TÉA-ból. Így a társadalmilag létrehozott vagyont az állam vissza tudja forgatni a közösséget szolgáló szolgáltatásokba, miközben a munka gyümölcse privát marad.
Geoisták szerint a telekértékadó használati díjnak tekinthető, mivel egy adott teleknek az értéke az elhelyezkedéséből adódik, ami viszont a társadalom egészének a tevékenységéből eredően válik értékessé. Ugyanezen okokból kifolyólag a geoisták szerint telek tulajdonjoga egy kiváltság, ami kizár más állampolgárokat a helyszín felhasználásból – ezért a kizárásért kompenzáció illeti a társadalom többi tagját.
Az elfogadott közgazdaságtani elméletek szerint minél inelasztikusabb javakat érdemes adóztatni a piactorzító hatások elkerülése érdekében. Ebben a tekintetben a telekértékadó kiemelkedően hatékony, mivel a rendelkezésre álló telkek mennyisége állandó, és az telkek iránti kereslet is viszonylag inelasztikus, mivel mindenkinek szüksége van egy helyszínre, ahol élhet, illetve ahol dolgozhat, gazdasági tevékenységet folytathat. Ilyen tekintetben akár negatív holtteher-veszteségről is beszélhetünk, mivel ez az adórezsim lehetővé tesz korábban nem megtérülőnek számító gazdasági tevékenységeket:
- A mérsékelt ingatlanspekuláció révén[16] korábban megfizethetetlen helyszínek és ingatlanok elérhetővé válnak a lakosság számára befektetésre vagy lakhatásra.
- A vállalkozókat nem terhelik foglalkoztatásból eredő adók, így az elvégzendő munkához annyi embert tudnak felvenni, amennyinek a bérét finanszírozni tudják. Ez egyben a munkanélküliséget is mérsékli.
- A fogyasztók vásárlóereje megnő, mivel a termékek az ÁFA nélkül olcsóbbá válnak, és az SZJA nélkül a fogyasztók bevétele is nagyobb.

A TÉA mérsékli, és termelékenyebb (nem járadékvadász) tevékenységek finanszírozására sarkallja a befektetőket. Emellett az építkezéseket sem terheli, mivel ennek az adónak a mértékét a telkeken található ingatlanoktól függetlenül kell meghatározni. Egy geoista adórezsim révén az állam érdekeltté is válik infrastruktúrafejlesztésekben, mivel elsősorban ilyen intézkedések növelik az adóbevételeket.
A telekértékadó egyedülálló módon adócsalásnak, és az adóterhek áthárításának sem ad teret. Az előbbi lehetetlenné válik, mivel más javakkal ellentétben a telkek, és a rajtuk végzett gazdasági tevékenységek nem rejthetőek el a hatóságok elől. Az utóbbi Ricardo földjáradék-elmélete alapján válik az adóalanyok számára kivitelezhetetlenné: a főbérlők az nem képesek az albérlőkre további terheket róni, mivel ők eleve minden esetben a legnagyobb még kifizethető bérletet szabják ki. További bérleti díjnövekedés az albérlő felmondásával jár. Ez utóbbi előnyt empirikusan is ki tudták mutatni.
Benjamin Franklin és Winston Churchill hasonló elosztási és hatékonysági érveket fogalmazott meg a telkek utáni járadékok megadóztatása mellett. Mindketten megállapították, hogy a hagyományos adórezsimek idővel mindig a telekbirtokosoknak kedveznek, illetve az állami kiadások általában az telektulajdonosok vagyonát gyarapítják. A telekértékadók az állam kezéből így kifolyt összegeket igyekeznek megragadni. A Nobel-díjas Milton Friedman a telekértékadót a "legkevésbé rossz adóként" írta le , mivel az nem terheli fölöslegesen a gazdasági tevékenységeket. Közgazdászok Adam Smithtől és David Ricardótól Milton Friedmanig és Joseph Stiglitzig megfigyelték, hogy a telekértékre kivetett adó más adókkal ellentétben nem jár holtteher-veszteséggel. A telekértékadó egyben progresszív is. A telekértékadók hívei azzal érvelnek, hogy csökkentenék a vagyoni egyenlőtlenségeket, növelnék a gazdasági hatékonyságot, megszüntetnék a városi telkek alulhasználatát és csökkentenék az ingatlanspekulációt.
Mason Gaffney halála előtt a következőt sejtette: Abban az esetben, ha a munkát és a tőkét terhelő adókat felszámolja egy állam, és kizárólag egy geoista adórezsimre támaszkodik a saját finanszírozásához, akkor lehetséges, hogy a geoista értelemben vett járadékok, amik a lakosságot terhelik, megnövekednének (mivel több felszabaduló pénzt kérhetnének el a korábbi adók eltörlése után). Ugyanakkor ezt a pénzt a TÉA hatékonyan be tudná fogni, és így bármilyen – a korábbi adók eltörléséből adódó – bevételkiesést pótolni tudna a TÉA az állam számára. Ezt a – jelenleg még bizonyításra váró – koncepciót "All Taxes Come Out of Rent"-nek (magyarra fordítva minden adó járadékokból származik), röviden ATCOR-nak nevezik.
A magas telekértékadó eltántorítaná a spekulánsokat attól, hogy értékes természeti lehetőségeket (például városi ingatlanokat) kihasználatlanul vagy csak részben kihasználva tartsanak. Henry George azt állította, hogy ez számos előnnyel járna:
- szegényebb városrészek és mezőgazdasági körzetek adóterheinek csökkenése
- a sokféle adó és a drága, elavult kormányzati intézmények megszüntetése
- a korrupció mérséklése
- valódi szabadkereskedelem kialakulása
- a monopóliumok felszámolása
- a bérek emelkedése
- a munkamegtakarító találmányok elérhetővé válása[25]
- ingatlanbuborékok felszámolása[23]

## A gazdasági járadékok forrásai és a kapcsolódó szakpolitikai beavatkozások
A természeti lehetőségekhez való korlátozott hozzáférésért, illetve egyéb kiváltságokért fizetett jövedelemáramlást járadéknak nevezik. A geoisták szerint az ilyen járadékok a közösséget, nem pedig a magántulajdonosokat illetik meg.
Henry George osztotta a modern geoisták azon célját, hogy államosítsák vagy felszámolják a telekmonopólium és a hasonló jogi privilégiumok minden formáját. Ugyanakkor George, és a jelenkori geoisták jelentős része államosítás helyett elsősorban olyan adópolitikával igyekszik ezt a célt elérni, amely a járadékokból eredő jövedelmet célozza. George a telekértékadóra fektetett hangsúlyt, mert más monopóliumokkal ellentétben mindenkinek szüksége van valamilyen helyszínre gazdasági tevékenységekhez, illetve az életben maradáshoz. Emellett korának számos monopóliumát is kritizálta, mint pl. a táviratok és a vasutak monopóliumát.
A hagyományos értelemben vett telkeken kívül a jelenkori geoisták számos hasonló, vagy azonos tulajdonságú járadékgeneráló javakat azonosítanak adóztatásra a munka és a tőke helyett, vagy államosításra (különösen abban az esetben, ha verseny nem lehetséges):
- Kitermelhető erőforrások (pl. ásványok és szénhidrogének)[30][31]
- Erdők és halállományok[32][33][34]
- Földön kívüli tartományok (geoszinkron pályák és légi folyosók)[28][29]
- Hirdetési felületek[35]
- Elektromágneses frekvenciák[28][29]
- Környezetvédelmi korlátozások/adók[28][29][36]
- Szabadalmak, szerzői jogok[37][38]
- Domainnevek
- Vízfelhasználás

## A geoizmus és környezetgazdaságtan
A progresszív korszak természetvédelmét részben Henry George ihlette, és befolyása hosszú ideig kihatott.
A fiziokrata szemlélet szerint minden természeti kincs közkincsnek minősül, így ez a gazdasági ideológia természeténél fogva zöld. Természeti kincsnek minősül a részletesen tárgyalt föld (telek) mellett az atmoszféra és a természetes vizek, melyeknek a szennyezése ebben az értelemben a közjavak rontásának minősül. A környezetszennyezés általában egy externália, azaz a szennyező a szennyezésből adódó károkat és költségeket áthárítja. A geoisták ezeknek az externáliáknak az internalizálása törekednek adópolitikával, nemzeti osztalékok kifizettetésével, és szennyezések törvényi korlátozásával.

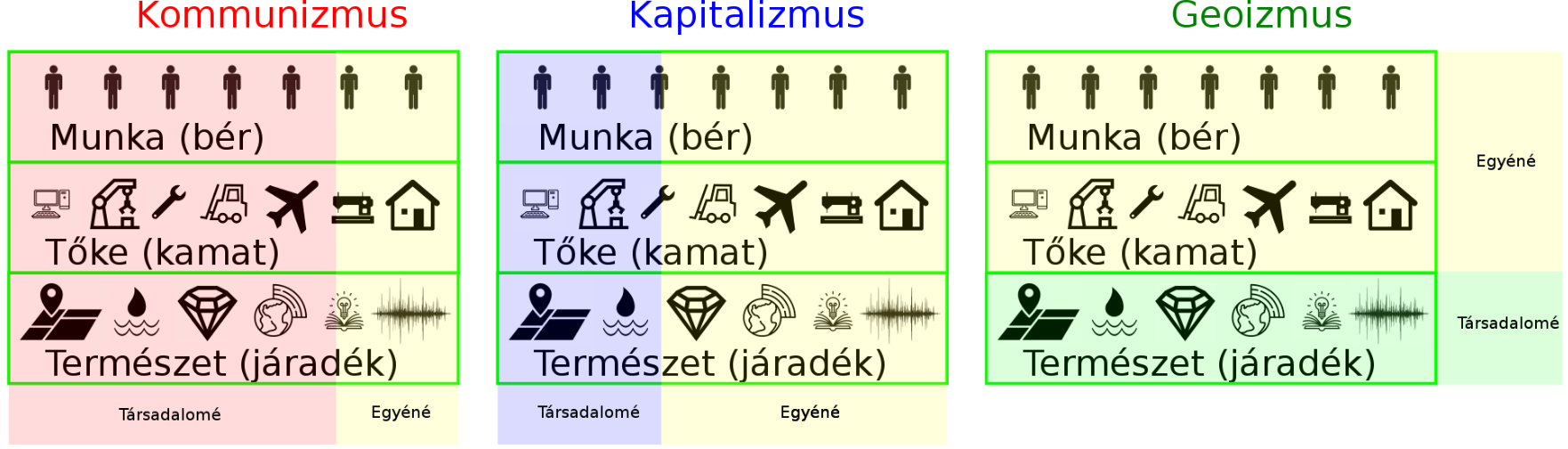
A geoizmus szemléletes összehasonlítása a kettő domináns gazdasági ideológiával.

## A geoizmus viszonya más ideológiákkal
Gyakori jelenség a geoizmus egybemosása a 20. és 21. század két domináns gazdasági irányzatával, a kapitalizmussal és a kommunizmussal. Ugyanakkor mindkét irányzattal össze nem egyeztethető alapelvei vannak a geoizmusnak, így az harmadikutasnak számít.
A geoizmus alapalkalmazását tekintve viszonylag kis területre terjed ki, így számos ideológiával vegyíthető. Ismertebb geoista alirányzatok:
- geoanarchizmus
- geoszocializmus
- geoszindikalizmus[42]
- geokonzervativizmus
- geolibertarianizmus
- tridemizmus

## Ismert geoista nézeteket valló emberek
| - Mason Gaffney - Joseph Stiglitz - Nicolaus Tideman - Winston Churchill - Szun Jat-szen - Fred Harrison - Aldous Huxley - George Bernard Shaw - Lev Nyikolajevics Tolsztoj - Ralph Borsodi - Silvio Gesell - Bertrand Russell - Henry Ford - Elizabeth Magie - Tuure Parkkinen - Braun Róbert | - Willian Spencer Vickley - Lowell Harris - Jacques Thisse - Charles Goetz - Gene Wunderlich - Daniel R Fusfeld - Carl Kaysen - Elizabeth Clayton - Robert Dorfman - Tibor Scitovsky - Richard Goode - Susan Rose-Ackerman - James Tobin - Richard Musgrave - Franco Modigliani - Sós Aladár | - Warren J. Samuels - Guy Orcutt - Eugene Smolensky - Ted Gwartney - Oliver Oldman - Zvi Griliches - William Baumol - Gustav Ranis - John Helliwell - Giulio Pontecorvo - Robert Solow - Alfred Kahn - Harvey Levin - Pikler J. Gyula - Vitalik Buterin - Fred Foldvary |

## Fordítás
Ez a szócikk részben vagy egészben  a   Georgism című angol Wikipédia-szócikk ezen változatának fordításán alapul.  Az eredeti cikk szerkesztőit annak laptörténete sorolja fel. Ez a jelzés csupán a megfogalmazás eredetét és a szerzői jogokat jelzi, nem szolgál a cikkben szereplő információk forrásmegjelöléseként.